# Silke-Beate Knoll
Silke-Beate Knoll (ur. 21 lutego 1967 w Rottweilu) – niemiecka lekkoatletka specjalizująca się w biegach sprinterskich, trzykrotna uczestniczka letnich igrzysk olimpijskich (Seul 1988, Barcelona 1992, Atlanta 1996). W czasie swojej kariery reprezentowała również Republikę Federalną Niemiec.

## Sukcesy sportowe
- czterokrotna medalistka mistrzostw Niemiec w biegu na 100 metrów – trzykrotnie srebrna (1987, 1990, 1992) oraz brązowa (1989)[1]
- siedmiokrotna medalistka mistrzostw Niemiec w biegu na 200 metrów – trzykrotnie złota (1990, 1992, 1993), srebrna (1994) oraz trzykrotnie brązowa (1987, 1989, 1991)[2]
- złota medalistka mistrzostw Niemiec w biegu na 400 metrów (1995)[3]
- srebrna medalistka halowych mistrzostw Niemiec w biegu na 60 metrów (1988)[4]
- dziewięciokrotna medalistka halowych mistrzostw Niemiec w biegu na 200 metrów – czterokrotnie złota (1988, 1989, 1993, 1994), trzykrotnie srebrna (1990, 1992, 1995) oraz dwukrotnie brązowa (1991, 1997)[5]

| Rok  | Miasto    | Zawody                      | Konkurencja                                         | Wynik                               |
| ---- | --------- | --------------------------- | --------------------------------------------------- | ----------------------------------- |
| 1985 | Chociebuż | Mistrzostwa Europy juniorów | sztafeta 4 × 400 m                                  | złoty medal                         |
| 1987 | Rzym      | Mistrzostwa świata          | sztafeta 4 × 100 m                                  | 5. miejsce                          |
| 1988 | Budapeszt | Halowe mistrzostwa Europy   | bieg na 200 m                                       | brązowy medal                       |
| 1989 | Budapeszt | Halowe mistrzostwa świata   | bieg na 200 m                                       | 4. miejsce                          |
| 1990 | Glasgow   | Halowe mistrzostwa Europy   | bieg na 200 m                                       | 5. miejsce                          |
| 1990 | Split     | Mistrzostwa Europy          | sztafeta 4 × 100 m sztafeta 4 × 400 m bieg na 200 m | srebrny medal 4. miejsce 5. miejsce |
| 1992 | Barcelona | Igrzyska olimpijskie        | sztafeta 4 × 100 m                                  | 5. miejsce                          |
| 1993 | Stuttgart | Mistrzostwa świata          | sztafeta 4 × 100 m                                  | 5. miejsce                          |
| 1994 | Paryż     | Halowe mistrzostwa Europy   | bieg na 200 m                                       | srebrny medal                       |
| 1994 | Helsinki  | Mistrzostwa Europy          | sztafeta 4 × 100 m bieg na 200 m                    | złoty medal 4. miejsce              |
| 1995 | Göteborg  | Mistrzostwa świata          | sztafeta 4 × 100 m bieg na 200 m                    | brązowy medal 5. miejsce            |

## Rekordy życiowe
- bieg na 60 metrów (hala) – 7,42 – Budapeszt 06/03/1988
- bieg na 100 metrów – 11,17 – Jena 28/05/1992
- bieg na 200 metrów – 22,29 – Ingolstadt 19/07/1992
- bieg na 200 metrów (hala) – 22,91 – Dortmund 26/02/1994
- bieg na 300 metrów – 36,33 – Wuppertal 01/06/1990
- bieg na 300 metrów (hala) – 36,87 – Sindelfingen 14/02/1993
- bieg na 400 metrów – 50,85 – Brema 01/07/1995